# Live at the Harlem Square Club, 1963
A Live at the Harlem Square Club, 1963 Sam Cooke soul-énekes koncertlemeze. 2003-ban a Rolling Stone listáján a 443. helyet szerezte meg. Az album megtalálható az 1001 lemez, amit hallanod kell, mielőtt meghalsz könyvben is.
Eredetileg One Night Stand címen jelent volna meg, de erre csak 1985-ben került sor. Azóta két alternatív kiadást élt meg. 2000-ben a The Man Who Invented Soul box setbe került be a negyedik lemez második feleként.

## Dalok

### 1985-ös változat
|    | Cím                                            | Szerző(k)                            | Hossz |
| -- | ---------------------------------------------- | ------------------------------------ | ----- |
| 1. | Feel It                                        | Sam Cooke                            | 3:46  |
| 2. | Chain Gang                                     | Sam Cooke                            | 3:11  |
| 3. | Cupid                                          | Sam Cooke                            | 2:46  |
| 4. | Medley: It's All Right/For Sentimental Reasons | Sam Cooke; Deke Watson, William Best | 5:11  |
| 5. | Twistin' the Night Away                        | Sam Cooke                            | 4:19  |
| 6. | Somebody Have Mercy                            | Sam Cooke                            | 4:45  |
| 7. | Bring It On Home to Me                         | Sam Cooke                            | 5:37  |
| 8. | Nothing Can Change This Love                   | Sam Cooke                            | 3:45  |
| 9. | Having a Party                                 | Sam Cooke                            | 4:09  |

### 2000-es változat(The Man Who Invented Soul)
|    | Cím                                    | Szerző(k)                            | Hossz |
| -- | -------------------------------------- | ------------------------------------ | ----- |
| 1. | Intro/(Don't Fight It) Feel It         | Sam Cooke                            | 3:46  |
| 2. | Chain Gang                             | Sam Cooke                            | 3:12  |
| 3. | Cupid                                  | Sam Cooke                            | 2:45  |
| 4. | It's All Right/For Sentimental Reasons | Sam Cooke; Deke Watson, William Best | 5:13  |
| 5. | Twistin' the Night Away                | Sam Cooke                            | 4:17  |
| 6. | Somebody Have Mercy                    | Sam Cooke                            | 7:16  |
| 7. | Bring It On Home to Me                 | Sam Cooke                            | 3:04  |
| 8. | Nothin' Can Change This Love           | Sam Cooke                            | 3:46  |
| 9. | Having a Party                         | Sam Cooke                            | 5:25  |

### 2005-ös változat
|     | Cím                                            | Szerző(k)                        | Hossz |
| --- | ---------------------------------------------- | -------------------------------- | ----- |
| 1.  | Soul Twist/Introduction                        | Curtis Ousley                    | 1:23  |
| 2.  | Feel It (Don't Fight It)                       | Sam Cooke                        | 2:54  |
| 3.  | Chain Gang                                     | Sam Cooke                        | 3:11  |
| 4.  | Cupid                                          | Sam Cooke                        | 2:44  |
| 5.  | Medley: It's All Right/For Sentimental Reasons | Cooke; Deke Watson, William Best | 5:11  |
| 6.  | Twistin' the Night Away                        | Sam Cooke                        | 5:18  |
| 7.  | Somebody Have Mercy                            | Sam Cooke                        | 6:18  |
| 8.  | Bring It On Home to Me                         | Sam Cooke                        | 4:08  |
| 9.  | Nothing Can Change This Love                   | Sam Cooke                        | 2:39  |
| 10. | Having a Party                                 | Sam Cooke                        | 5:03  |

## Közreműködők
- Sam Cooke – ének
- King Curtis – szaxofon
- Clifton White – gitár
- Cornell Dupree – gitár
- Jimmy Lewis – basszusgitár
- Albert "June" Gardner – dobok
- Tate Houston – szaxofon
- George Stubbs – zongora